# Terrunavânia
Terrunavânia (em latim: Therhunavania) Tornavana (em armênio: Թոռնաւան; romaniz.: T’oṙnawan), segundo a Geografia de Ananias de Siracena (século VII), foi um gavar (cantão) da província da Vaspuracânia, no Reino da Armênia. Compreendia uma área de 1 300 quilômetros quadrados com centro numa cidade homônima, cujo nome foi tentativamente interpretado como "cidade do neto". É possível que fosse um dos distritos do principado de Mardepetacânia, o território ancestral do mardepetes e mais tarde um grande domínio em posse da dinastia arsácida. Com a eventual anexação de Mardepetacânia pelos arzerúnidas, tornar-se-ia um dos territórios dessa família. No século X, Tomás Arzerúnio atestou que o distrito ainda existia como um dos domínios arzerúnidas.